# Istorizam
Istorizam je pristup objašnjavanju postojanja fenomena, posebno društvenih i kulturnih praksi (uključujući ideje i verovanja), proučavanjem njihove istorije; odnosno proučavanjem procesa kojim su nastali. Termin se široko koristi u filozofiji, antropologiji i sociologiji.
Оvaj istorijski pristup objašnjenju razlikuje se i dopunjuje pristup poznat kao funkcionalizam, koji nastoji da objasni fenomen, kao što je, na primer, društveni oblik, pružanjem obrazloženih argumenata o tome kako taj društveni oblik ispunjava neku funkciju u strukturi društva. Nasuprot tome, umesto da se fenomen uzme kao dat, a zatim da se traži opravdanje za njega na osnovu obrazloženih principa, istorijski pristup postavlja pitanje „Odakle je ovo došlo?“ i „Koji faktori su doveli do njegovog stvaranja?”; odnosno istorijska objašnjenja često stavljaju veći naglasak na ulogu procesa i kontingentnosti.

## Istorija termina
Termin istorizam (Historismus) je skovao nemački filozof Karl Vilhelm Fridrih Šlegel. Tokom vremena, ono što je istorizam i kako se praktikuje razvilo je različita i divergentna značenja. Elementi istorizma pojavljuju se u delima francuskog esejiste Mišela de Montenja (1533–1592) i italijanskog filozofa Đ. B. Vika (1668–1744), a potpunije se razvijaju sa dijalektikom Georga Vilhelma Fridriha Hegela (1770–1831), uticajnoj u Evropi 19. veka. Spisi Karla Marksa, pod uticajem Hegela, takođe uključuju istorizam. Termin je takođe povezan sa empirijskim društvenim naukama i sa radom Franca Boasa. Istorizam teži da bude hermeneutičan jer ceni oprezno, rigorozno i kontekstualizovano tumačenje informacija; ili relativistički, jer odbacuje pojmove univerzalnih, fundamentalnih i nepromenljivih tumačenja.

## Literatura
- Franz Boas, The Mind of Primitive Man.
- Hans-Georg Gadamer, Truth and Method.
- G. W. F. Hegel, 1911.  The Philosophy of History.
- Ludwig von Mises, 1957. Theory and History, chapter 10: "Historicism"
- Karl Popper, . The Open Society and Its Enemies, in 2 volumes.  Routledge. . 1945. ISBN 0-691-01968-1. Недостаје или је празан параметар |title= (помоћ)
- Karl Popper, . (1993). The Poverty of Historicism. Routledge. ISBN 0-415-06569-0.

## Spoljašnje veze
- Historicism in Anthropology